# ラファエラ・インブリアーニ
ラファエラ・インブリアーニ（Raffaella Imbriani  1973年1月24日- ）は、ドイツのバーデン＝ヴュルテンベルク州カールスルーエ出身の柔道選手。階級は52kg級。身長158cm。イタリア系ドイツ人。

## 人物
2000年のシドニーオリンピックには出場しなかった。2001年に地元ドイツのミュンヘンで開催された世界選手権では決勝まで進むも、北朝鮮のケー・スンヒに技ありで敗れるが2位となった。2003年の世界選手権では準々決勝で横澤由貴に技ありで敗れたものの、その後持ちこたえて3位となった。翌年のアテネオリンピックでは準々決勝で中国の冼東妹に横四方固で敗れてメダルを獲得できなかった。

## 主な戦績
- 1991年 - ヨーロッパジュニア　3位
- 1995年 - ハンガリー国際　2位
- 1995年 - ミリタリーワールドゲームズ　3位(56kg級)
- 1996年 - ハンガリー国際　3位
- 1996年 - ポーランド国際　3位
- 1996年 - 福岡国際　3位
- 1997年 - ハンガリー国際　2位
- 1997年 - 福岡国際　3位
- 1998年 - フランス国際　2位
- 1998年 - ドイツ国際　2位
- 1998年 - ヨーロッパ選手権　優勝
- 1999年 - チェコ国際　優勝
- 1999年 - ヨーロッパ選手権　3位
- 2001年 - フランス国際　優勝
- 2001年 - 世界選手権　2位
- 2002年 - 福岡国際　3位
- 2003年 - ロシア国際　2位
- 2003年 - 世界選手権　3位
- 2004年 - ポーランド国際　優勝